# Ladyhawke (album)
Ladyhawke is het debuutalbum van de Nieuw-Zeelandse singer-songwriter Ladyhawke. Het album werd op 19 september 2008 uitgebracht en telt 12 nummers.
Het album bevat invloeden van muziek uit de jaren 80, zoals new wave en synthpop, maar ook indierock.
Er kwamen vijf singles uit: "Back of the Van", "Paris is Burning", "Dusk Till Dawn", "My Delirium", en "Magic".
Het album ontving positieve recensies, en bereikte de eerste plek in de Nieuw-Zeelandse hitlijsten. Het album werd onderscheiden met platina.
Ladyhawke won zes prijzen tijden de Nieuw-Zeelandse Music Awards in 2009.
Op de hoes is een aquarel afkomstig van Sarah Larnach. Ladyhawke is hierop te zien met enkele spelcomputers uit begin jaren 90, een Korg MicroKORG synthesizer, en drie katten.

## Nummers
Het album bevat de volgende nummers:
| Nr. | Titel                | Producent     | Duur |
| --- | -------------------- | ------------- | ---- |
| 1.  | Magic                | Gabriel       | 3:27 |
| 2.  | Manipulating Woman   | Kid Gloves    | 3:35 |
| 3.  | My Delirium          | Gabriel       | 4:16 |
| 4.  | Better Than Sunday   | Eliot, Harris | 3:28 |
| 5.  | Another Runaway      | Gabriel       | 3:16 |
| 6.  | Love Don't Live Here | Di Francesco  | 4:03 |
| 7.  | Back of the Van      | Kid Gloves    | 3:40 |
| 8.  | Paris is Burning     | Kurstin       | 3:49 |
| 9.  | Professional Suicide | Gabriel       | 3:43 |
| 10. | Dusk Till Dawn       | Gabriel       | 2:37 |
| 11. | Crazy World          | Eliot         | 3:35 |
| 12. | Morning Dreams       | Gabriel       | 4:00 |

## Medewerkers
- Pip Brown – vocalen, elektrische gitaar, basgitaar, drums, synthesizer
- Michael Di Francesco - producent
- Jim Eliot - producent
- Pascal Gabriel - producent
- Paul Harris - producent
- Kid Gloves - producent
- Greg Kurstin - producent